# Ana Tzigara-Berza
Ana Tzigara-Berza (n. 1908 – d. 1967) a fost o pictoriță și desenatoare română.

## Biografie
Era fiica lui Alexandru Tzigara-Samurcaș. Ana Tzigara Berza a absolvit Școala de Belle-Arte din București, la clasa Cecilia Cuțescu-Storck, și-a desăvârșit studiile la Paris, frecventând vestita Academie a lui André Lhote (în urma obținerii prin concurs a unei burse de studii la Paris, 1929-1932) și apoi în Italia, fiind bursieră a Școlii române de la Roma (1933 până în 1935). La Roma, în timpul studiilor postuniversitare, l-a cunoscut pe Mihai Berza, pe atunci secretarul Școlii române de la Roma, cu care s-a căsătorit ulterior, rămânând alături de el în Italia până în 1938.
A circulat mult prin Italia (la Roma, Veneția, Florența, Taormina, Agrigento, Amalfi, Capri) pictând porturi pline de vase, de mici ambarcațiuni cu pânze, străzi flancate de copaci
exotici, biserici sau golfuri fierbinți.
A participat la expozițiile internaționale de la Barcelona, Varșovia, Belgrad, Praga, Paris și la Saloanele Oficiale de la București, unde a obținut numeroase premii. Temele
abordate sunt aproape exclusiv peisaje. A primit aprecierile criticilor din acea perioadă, între care Miron Radu Paraschivescu.